# Johannes I. Dukas Komnenos
Johannes I. Dukas (Ιωάννης Α' Δούκας) (* um 1240; † kurz vor 1289), war ab 1268 Herrscher in Thessalien und Zentralgriechenland. Als unehelicher Sohn des Despoten Michael II. Komnenos Dukas Angelos (* 1205; † 1266/1268) von Epirus und einer Frau namens Gangrené wurde er auch der Bastard von Thessalien genannt. Vermählt war er mit Hypomone, einer Tochter des Woiwoden Vlach Taronas.
Unmittelbar vor der Schlacht bei Pelagonia im September 1259 geriet Johannes angeblich in Streit mit Fürst Wilhelm II. von Villehardouin, der ihn wegen seiner unehelichen Geburt verhöhnt haben soll. Dies soll sein Vater Michael zum Vorwand genommen haben, mit seiner Streitmacht abzuziehen, und war für Johannes Grund genug, die Seiten zu wechseln, wodurch er zum Sieg des Kaiserreichs Nikaia über das lateinische Fürstentum von Achaia beitrug.
Nach dem Tod des Vaters folgte er ihm in Thessalien und Zentralgriechenland (Großwlachien) in der Herrschaft und regierte von Neopatras aus. Obwohl Kaiser Michael VIII. von Byzanz ihm den Titel eines Sebastokrators verlieh und 1272 seinen Neffen Andronikos Tarchaneiotes (Ταρχανειώτης) mit einer Tochter des Johannes verheiratete, nahm dieser eine oppositionelle Haltung gegenüber dem  Byzantinischen Reich ein und trat einer Koalition von Epirus, Serbien und Bulgarien bei, die Karl von Anjou, den König von Sizilien, dabei unterstützte, das Lateinische Kaiserreich wieder zu errichten. 1277 erhob sich Johannes jedoch zum Fürsprecher der Orthodoxie, nachdem Michael VIII. einer Wiedervereinigung der Ost- mit der Westkirche auf dem Konzil von Lyon 1274 zugestimmt hatte. Am 1. Mai 1277 berief Johannes eine „Synode“ flüchtiger Mönche ein, um einen formellen Bann über den Kaiser, den Patriarchen Johannes Bekkos und Papst Nikolaus III. auszusprechen, was zu seiner eigenen Bannung führte. Zweimal konnte er den Einfall eines zahlenmäßig stärkeren byzantinischen Heeres erfolgreich abwehren: Zwischen 1273 und 1275 in Allianz mit Jean de la Roche bei Neopatras und 1277 bei Pharsalos, wo die Byzantiner unter Johannes Synadenos und Michael Kaballarios von Hilfstruppen des Mongolenführers Nogai Khan unterstützt wurden.
In der Herrschaft in Thessalien folgte ihm der Sohn Konstantin († 1303), vermählt mit Anna Euagionissa und deren Sohn Johannes II. Dukas († 1318), nach. Seine Tochter Helena Angelina war in erster Ehe mit dem Herzog von Athen, Wilhelm I. de la Roche, und in zweiter Ehe mit Hugo von Brienne, Graf von Lecce, verheiratet.